# Nellie Connally

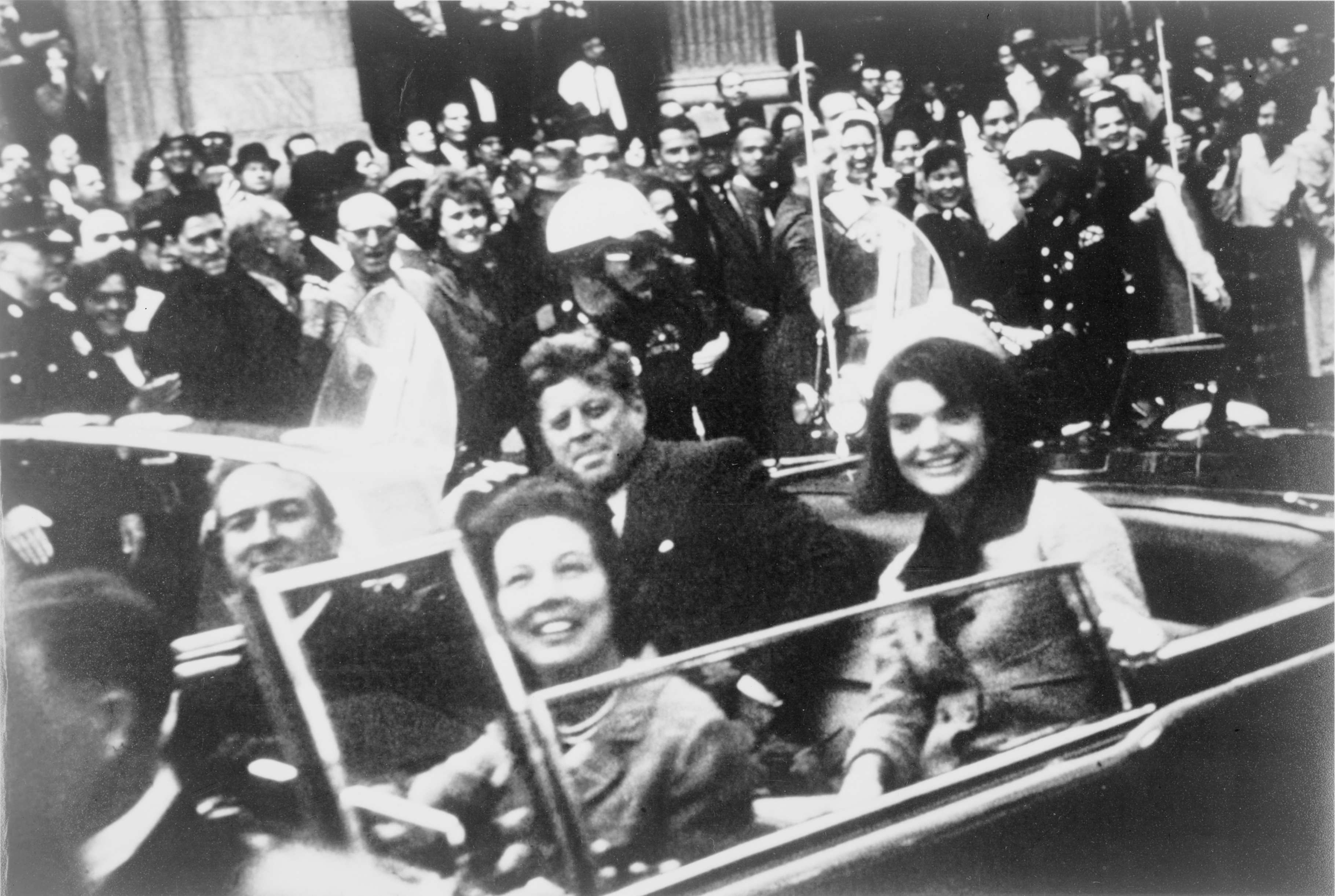
Nellie Connally rechts vooraan, zittend voor Jacqueline Kennedy, tijdens de rijtoer door Dallas op 22 november 1963

Idanell Brill (Nellie) Connally (Austin (Texas), 24 februari 1919 – aldaar, 1 september 2006) was de Amerikaanse echtgenote van John Connally, voormalig gouverneur van de Amerikaanse staat Texas en minister van Financiën.
Zij zat in dezelfde limousine als president John F. Kennedy toen deze op 22 november 1963 een rondrit maakte door de Texaanse stad Dallas. Ze had amper tegen Kennedy gezegd: "Mr. President, you can't say Dallas doesn't love you.", of hij werd door kogelschoten om het leven gebracht.
Nellie Connally overleed op 87-jarige leeftijd in haar slaap.
- International Standard Name Identifier: 0000 0000 2296 6544
- Library of Congress Control Number: n00042662
- National Archives and Records Administration: 10611122
- SNAC: w64r56wp
- Virtual International Authority File: 38148491
- WorldCat: E39PBJkxMcXpThPr89JBHRDcyd